# Friedrich Schenck (Politiker, 1790)
Johann August Friedrich Schenk (* 17. Juni 1790 in Darmstadt; † 26. Juni 1868 in Bad Wildungen) war ein deutscher liberaler Politiker und ehemaliger Abgeordneter der 1. sowie der 2. Kammer der Landstände des Großherzogtums Hessen.

## Familie
Friedrich Schenk war der Sohn des Präsidenten des Oberappellations- und Kassationsgerichts Johann August Schenck (1744–1806) und dessen Frau Johannette Margarethe Reinhardine geborene Schleiermacher (1747–1813). Friedrich Schenck heiratete am 8. Juli 1819 in Offenbach am Main seine Frau Charlotte, die Tochter des Offenbacher Fabrikanten Ferdinand Fleischmann und dessen Frau Wilhelmine Antoinette geborene Pfaltz. Sein Bruder Ernst war ebenfalls Landtagsabgeordneter.

## Ausbildung und Beruf
Friedrich Schenk studierte Rechtswissenschaften, wurde 1811 Assessor am Hofgericht, dort 1817 Hofgerichtsrat und 1818 einer der ersten Richter am neu geschaffenen Provisorischen Kassations- und Revisionsgerichtshof für die Provinz Rheinhessen, dem höchsten Gericht im Großherzogtum für denjenigen Teil seines Gebiets, die Provinz Rheinhessen, in der französisches Recht galt. Der Kassationsgerichtshof hatte seinen Sitz allerdings in Darmstadt. 1839 war er Oberappellations- und Kassationsgerichtsrat. 1850 wurde er in den Staatsrat berufen und 1861 mit dem Titel Geheimrat ausgezeichnet.

## Politik
1829 bis 1830 wurde Schenck für den Wahlbezirk Starkenburg 11/Umstadt, 1832 bis 1833 für den Wahlbezirk der Stadt Offenbach in die Zweite Kammer der Landstände gewählt. 1847 bis 1849 war er erneut (diesmal für den Wahlbezirk Starkenburg 6/Lorsch) Abgeordneter der zweiten Kammer. Nach der Märzrevolution wurde eine Wahlrechtsänderung vorgenommen, nach der die Abgeordneten auch der ersten Kammer der Landstände – nach einem Zensuswahlrecht – gewählt wurden. Danach wurde Friedrich Schenck in die erste Kammer gewählt, die ihn anschließend mit der breiten liberalen Mehrheit zu ihrem Präsidenten bestimmte. Mit der Auflösung des Parlaments 1850 nach dem Sieg der Reaktion schied er aus dem Landtag aus. 1850 war er Vertreter des Großherzogtums im Staatenhaus des Erfurter Unionsparlaments.

## Trivia
1866 schuf Schenck, der sich auch als Hobbymaler betätigte, bei einem Besuch in der pfälzischen Gemeinde Dirmstein mehrere Aquarelle mit Ansichten des damals intakten Sturmfederschen Kellergartens, die bei der Restaurierung dieses Parks zum Englischen Landschaftsgarten (2006–2009) als Vorlage dienten.